# Циклін-залежна кіназа 7
CDK7 (англ. Cyclin dependent kinase 7) – білок, який кодується однойменним геном, розташованим у людей на короткому плечі 5-ї хромосоми.  Довжина поліпептидного ланцюга білка становить 346 амінокислот, а молекулярна маса — 39 038.
| 10         |  | 20         |  | 30         |  | 40         |  | 50         |
| ---------- |  | ---------- |  | ---------- |  | ---------- |  | ---------- |
| MALDVKSRAK |  | RYEKLDFLGE |  | GQFATVYKAR |  | DKNTNQIVAI |  | KKIKLGHRSE |
| AKDGINRTAL |  | REIKLLQELS |  | HPNIIGLLDA |  | FGHKSNISLV |  | FDFMETDLEV |
| IIKDNSLVLT |  | PSHIKAYMLM |  | TLQGLEYLHQ |  | HWILHRDLKP |  | NNLLLDENGV |
| LKLADFGLAK |  | SFGSPNRAYT |  | HQVVTRWYRA |  | PELLFGARMY |  | GVGVDMWAVG |
| CILAELLLRV |  | PFLPGDSDLD |  | QLTRIFETLG |  | TPTEEQWPDM |  | CSLPDYVTFK |
| SFPGIPLHHI |  | FSAAGDDLLD |  | LIQGLFLFNP |  | CARITATQAL |  | KMKYFSNRPG |
| PTPGCQLPRP |  | NCPVETLKEQ |  | SNPALAIKRK |  | RTEALEQGGL |  | PKKLIF     |

A: Аланін

C: Цистеїн

D: Аспарагінова кислота

E: Глутамінова кислота

F: Фенілаланін

G: Гліцин

H: Гістидин

I: Ізолейцин

K: Лізин

L: Лейцин

M: Метіонін

N: Аспарагін

P: Пролін

Q: Глутамін

R: Аргінін

S: Серин

T: Треонін

V: Валін

W: Триптофан

Кодований геном білок за функціями належить до трансфераз, кіназ, серин/треонінових протеїнкіназ, фосфопротеїнів. 
Задіяний у таких біологічних процесах як транскрипція, регуляція транскрипції, клітинний цикл, поділ клітини, пошкодження ДНК, репарація ДНК, поліморфізм, ацетилювання. 
Білок має сайт для зв'язування з АТФ, нуклеотидами. 
Локалізований у цитоплазмі, ядрі.